# لورنزو رمدی
لورنزو رمدی (انگلیسی: Lorenzo Remedi؛ زادهٔ ۷ ژوئن ۱۹۹۱) بازیکن فوتبال اهل ایتالیا است.
از باشگاه‌هایی که در آن بازی کرده‌است می‌توان به باشگاه فوتبال لیورنو اشاره کرد.